# Riverfront Stadium
Pour les articles homonymes, voir Riverfront Stadium (homonymie).
Le Riverfront Stadium (aussi nommé Cinergy Field de 1996 à 2002) était un stade de baseball et de football américain situé sur les bords de la rivière Ohio dans le centre de Cincinnati en Ohio.
De 1970 à 2002, il fut le domicile des Reds de Cincinnati de la Ligue majeure de baseball puis des Bengals de Cincinnati de la National Football League jusqu'en 1999. Le Cinergy Field avait une capacité de 59 754 places pour le football américain puis de 52 952 (40 008 après 2001) pour le baseball.

## Histoire
Le Riverfront Stadium fut inauguré en 1970 et coûta 45 millions de dollars. Le 30 juin 1970, les Reds jouèrent leur premier match dans le stade contre les Braves d'Atlanta. Deux semaines plus tard, le 14 juillet, le Riverfront fut l'hôte du Match des étoiles de la Ligue majeure de baseball 1970 (MLB All-Star Game). Ce jour est resté célèbre pour la collision entre Pete Rose et Ray Fosse des Indians de Cleveland.
Peut-être le plus mémorable des matchs de football américain à Riverfront était le AFC Championship Game du 10 janvier 1982. Le match est devenu connu sous le nom de Freezer Bowl et a été remporté par les Bengals contre les Chargers de San Diego, 27-7. La température de l'air au cours de la partie était de -23 °C et l'indice de refroidissement éolien était de -51 °C, le plus froid dans l'histoire de la National Football League.
Le 12 juillet 1988, un autre Match des étoiles de la Ligue majeure de baseball eu lieu dans l'enceinte.
En septembre 1996, le Riverfront Stadium a été rebaptisé « Cinergy Field » dans un parrainage avec la société d'énergie Cinergy Corporation. En 2001, pour faire place au Great American Ball Park, la capacité en sièges du Cinergy Field a été ramené à environ 40 000. Il y avait un énorme mur visible hors du champ central après les rénovations. Le stade a été démoli par implosion le 29 décembre 2002.

## Événements
- Match des étoiles de la Ligue majeure de baseball 1970, 14 juillet 1970
- Match des étoiles de la Ligue majeure de baseball 1988, 12 juillet 1988
- Freezer Bowl, 10 janvier 1982

## Galerie

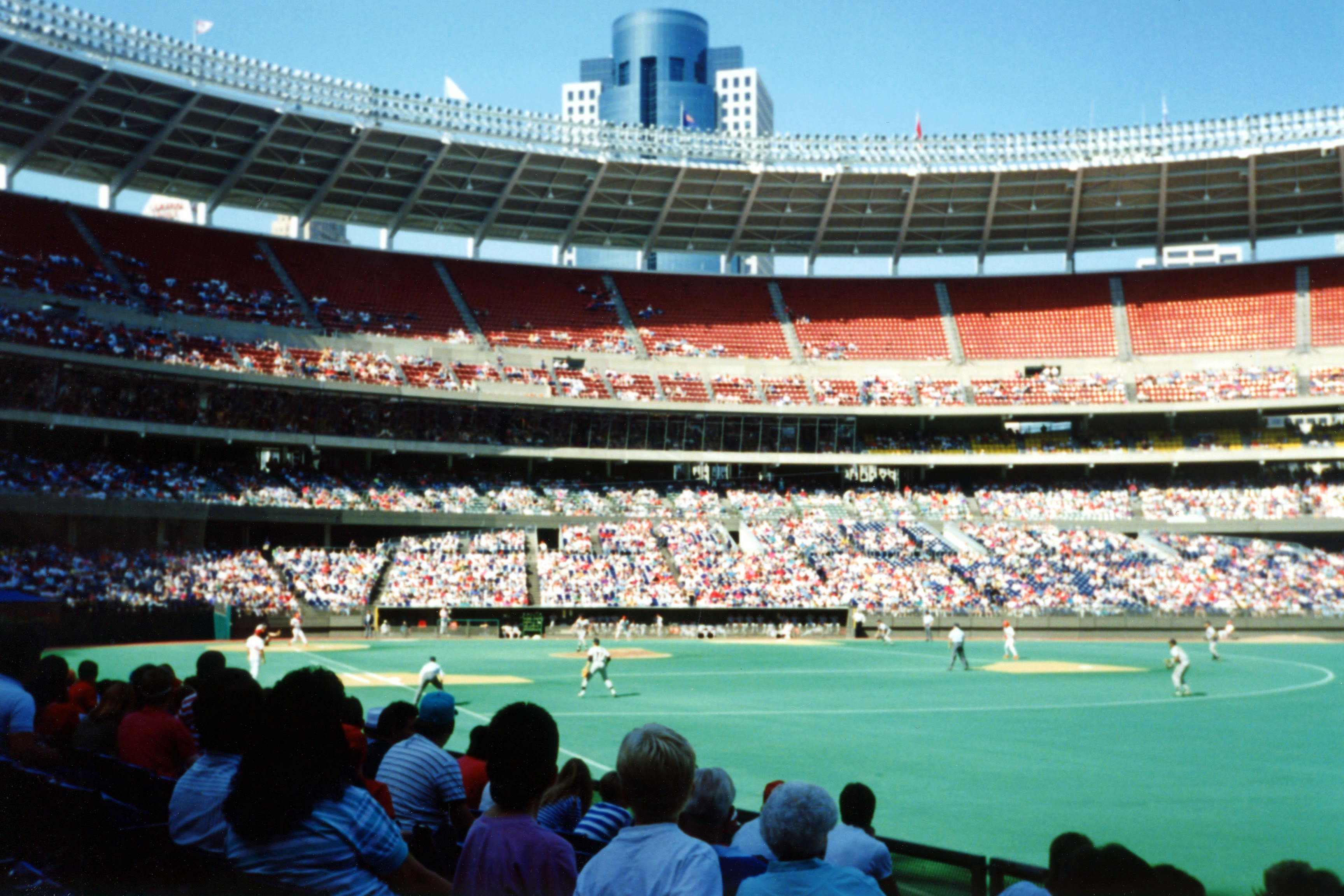
Riverfront Stadium (1992)
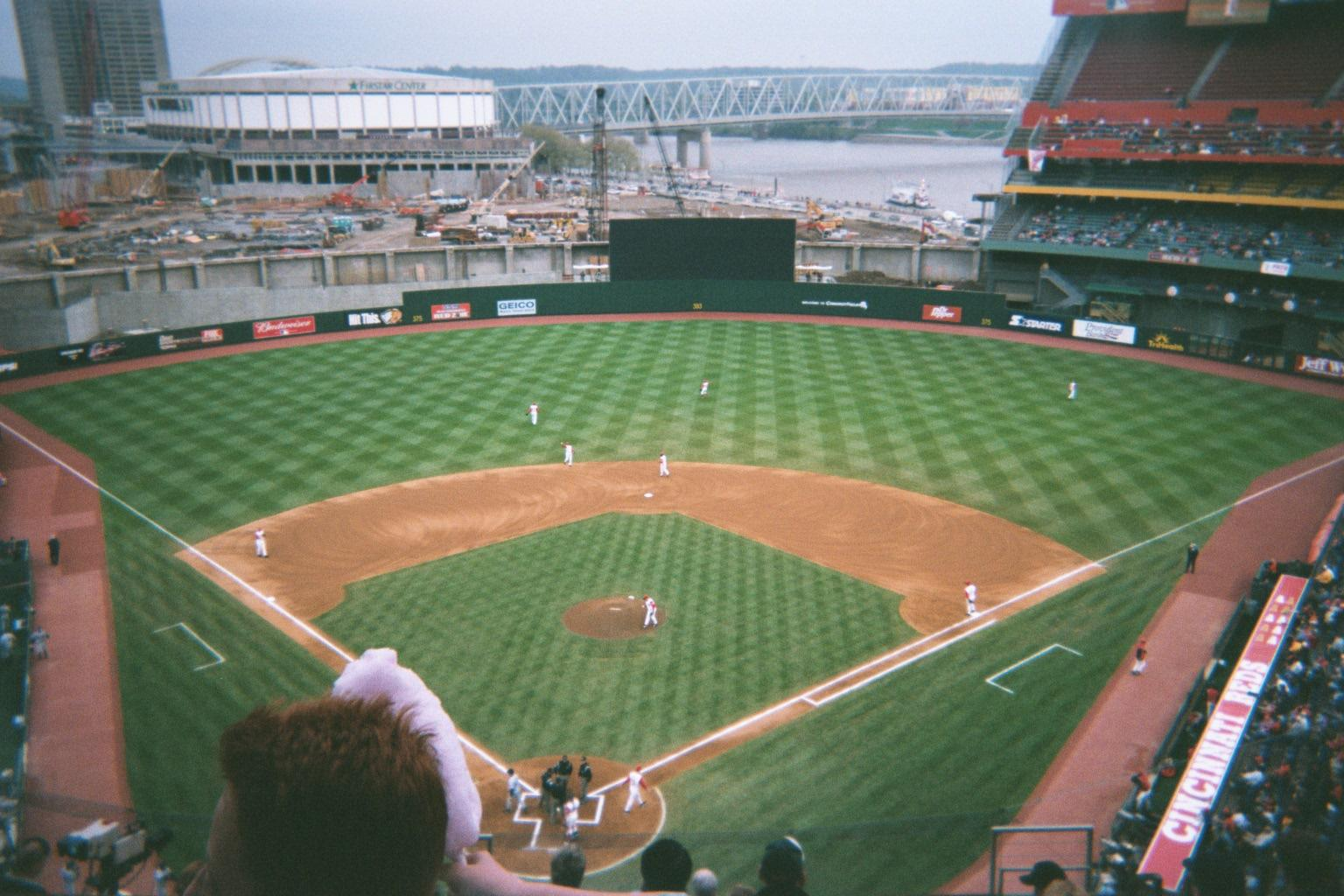
En avril 2001